# Johannes Tapissier
Johannes Tapissier, noto anche come Jean Tapissier e Jean de Noyers (1370 – agosto 1410), è stato un compositore e cantore francese, del tardo medioevo vissuto a cavallo della transizione alla musica rinascimentale. Egli fu uno dei primi membri della scuola di Borgogna da cui si sviluppò successivamente la scuola franco fiamminga.

## Biografia
Le prime notizie sulla sua vita si hanno intorno al 1391 quando era valletto di camera e compositore alla corte di Filippo II di Borgogna. Egli accompagnò il duca nei suoi viaggi andando ad Avignone almeno due volte nel 1391 e nel 1395, dove sicuramente incontrò compositori della corte papale. In quel tempo Avignone era il centro della ars subtilior. Egli molto probabilmente fu uno dei contributori di quel genere di musica, ma non si hanno notizie certe su una sua eventuale produzione di musica sacra o profana in quel periodo.
Il trattato anonimo Règles de la seconde rhétorique, scritto intorno al 1400, cita Tapissier come il più famoso poeta francese, cantore e compositore del tempo. Nel periodo citato dal trattato e nei primi anni del XV secolo, Tipissier diresse una scuola di musica a Parigi; secondo scritti della Corte di Borgogna risulta che la stessa inviò dei giovani cantori presso la scuola per apprendere gli insegnamenti di Tipissier. Il maggior sviluppo della scuola musicale di Borgogna si ebbe nel 1404 prima della morte di Filippo II quando essa sorpasso in fama la cappella della corte papale di Avignone. A questo risultato contribuirono molti degli allievi di Tapissier. Fonti della corte citano che suoi discepoli vennero assunti dal successore Giovanni di Borgogna nel 1408. Tapissier morì nell'agosto del 1410 anche se non si conoscono le circostanze.
Tapissier è fra i musicisti citati da Martin le Franc nel suo poema, Le Champion des dames:
Tapissier, Carmen, Césaris
N'a pas longtemps si bien chanterrent
Qu'ilz esbahirent tout Paris
(Tapissier, Carmen, and Césaris,
Not long ago they did sing so well,
That they astonished all of Paris)

## Musica
Della produzione di Tapissier sono giunti a noi soltanto tre pezzi: due movimenti di una messa (un Credo e un Sanctus), e un mottetto isoritmico che lamenta lo scisma d'Occidente che divise la Chiesa cattolica. Baude Cordier, uno dei compositori dell'ars subtilior, scrisse un Gloria che viene abbinato al Credo di Tapissier.
Tutte queste composizioni sono scritte a tre voci, sono di musica sacra e sono molto simili alle chanson dell'epoca che ad altri movimenti di messe coevi.